# Jan Ramaekers

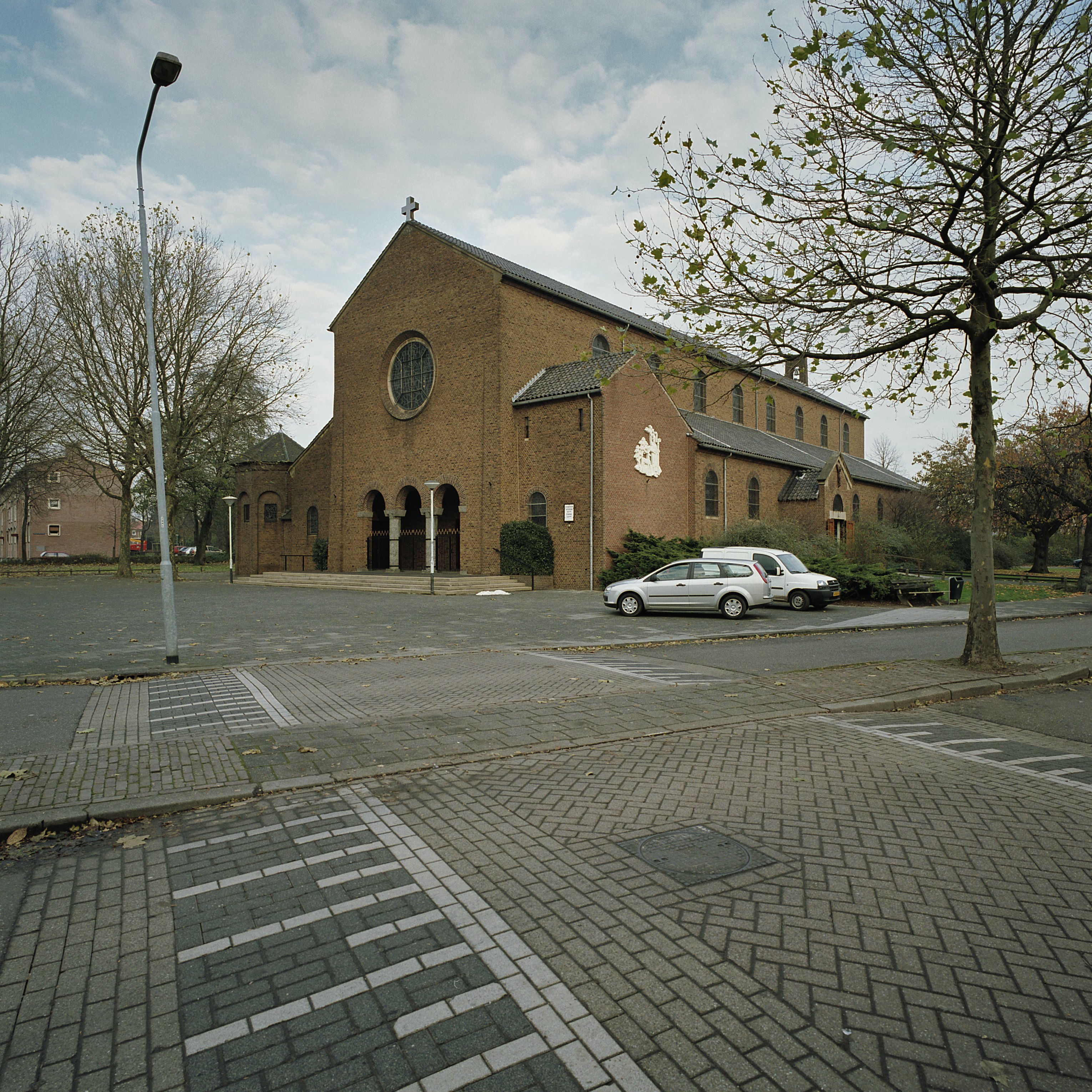
Sint-Hubertuskerk in Blerick

Jan Ramaekers (Roermond, 17 augustus 1916 - Maastricht, 14 oktober 1999) was een Nederlands architect.

## Biografie
In 1919 verhuisde het gezin Ramaekers naar Maastricht. Na het gymnasium en de MTS gevolgd te hebben en de militaire dienst vervuld te hebben, werd hij in 1940 tekenaar bij architectenbureau Swinkels. Vervolgens kreeg hij diverse functies bij woningbouwverenigingen.
Van 1945-1952 werkte hij weer voor Swinkels, waar enkele ontwerpen van zijn hand gerealiseerd werden, onder meer de Sint-Petruskerk in Baarlo, die later weer op naam van Swinkels, zijn werkgever, werd gebracht. Vanaf 1953 startte Ramaekers zijn eigen architectenbureau te Maastricht. Hij ontwierp de Sint-Hubertuskerk te Blerick, de Sint-Odakerk te Boshoven en de Sint-Vituskerk te Well.
Zijn stijl was traditionalistisch en wordt wel tot de traditie van de Bossche School gerekend, al zag hij dat zelf niet zo. Wel refereerde hij aan vroegchristelijke kerken.
Van 1971-1981 was Ramaekers docent aan de Academie voor Toegepaste Kunsten te Maastricht.